# Monika Triest

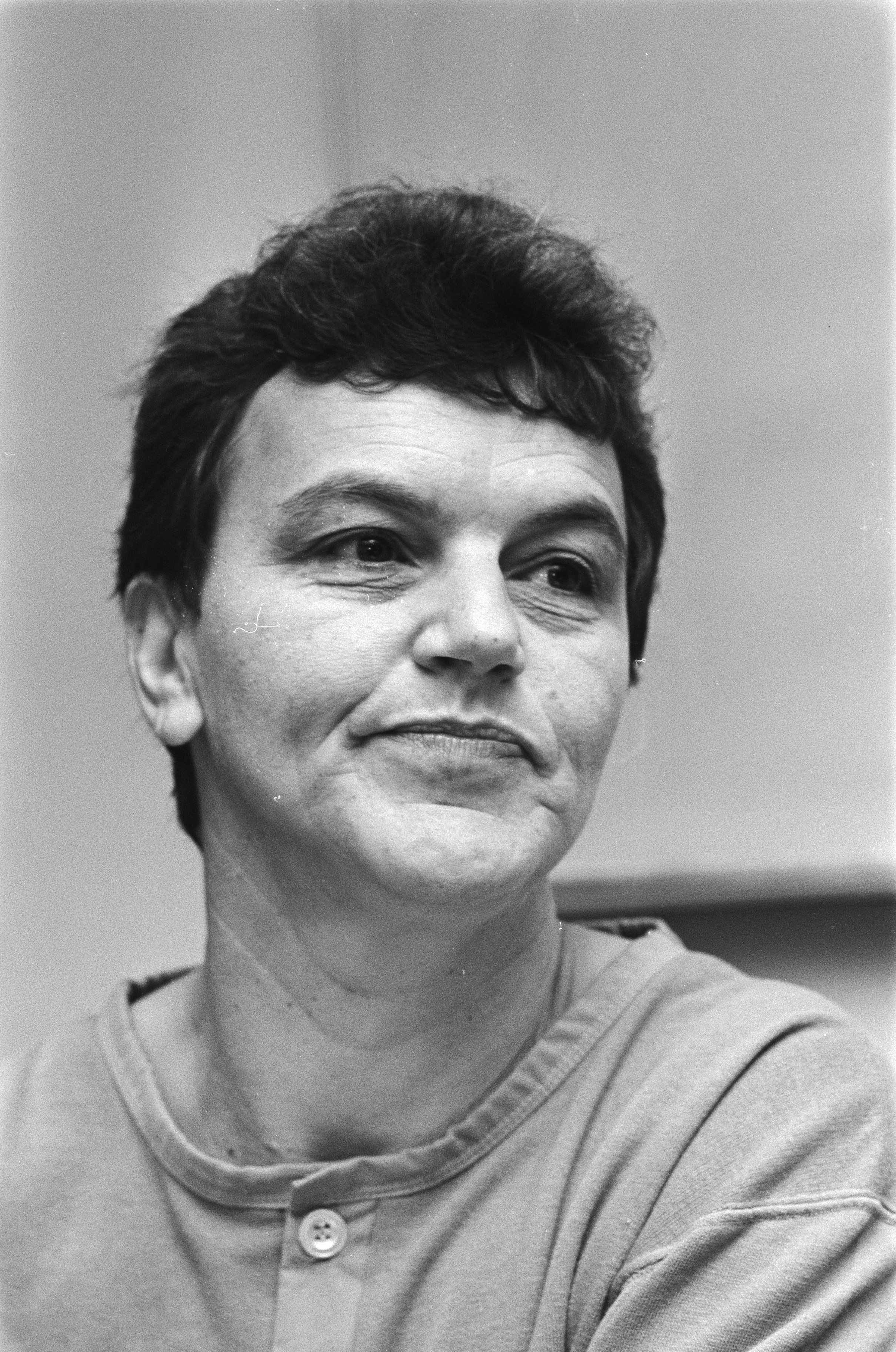
Monika Triest (1985)

Monika Triest (Aalst, 7 augustus 1941) is een Belgische feministe, auteur en voormalig hoogleraar.

## Levensloop
Monika Triest studeerde klassieke filologie aan de Rijksuniversiteit Gent en promoveerde tot doctor in de sociale wetenschappen aan de University of Cincinnati in de Verenigde Staten met een proefschrift over vrouwen en vakbonden. Ze woonde en werkte in de jaren 1960 en 1970 in Canada en de Verenigde Staten, waar ze les gaf aan de University of New Brunswick en het Antioch College. Van 1981 tot 1983 was ze voorzitster van het Vrouwen Overleg Komitee, van 1985 tot 1988 bekleedde ze de eerste leerstoel vrouwenstudies aan de Universiteit van Amsterdam in Nederland en van 1988 tot 2008 bekleedde ze directiefuncties in het provinciaal onderwijs. Triest is tevens auteur van tientallen boeken over vrouwen, emancipatie, feminisme, geschiedenis, heksenvervolgingen en de Verenigde Staten. Ze was namens de PvdA kandidaat bij verschillende federale, Vlaamse en gemeenteraadsverkiezingen.
Triest was gehuwd met filosoof, publicist en hoogleraar Ludo Abicht.
- Gemeinsame Normdatei: 156761882
- International Standard Name Identifier: 0000 0003 6461 8013
- Library of Congress Control Number: n00036793
- Nederlandse Thesaurus van Auteursnamen: 072817690
- Système universitaire de documentation: 227970969
- Virtual International Authority File: 229065755
- WorldCat: E39PBJbxy46CyfJxTXWpjkxqwC